# Coleophora duplicis
Coleophora duplicis é uma espécie de mariposa do gênero Coleophora pertencente à família Coleophoridae.